# Don Hilarión

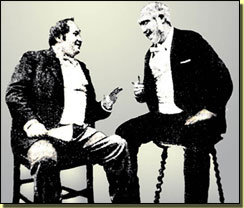
El actor Manolo Rodríguez (dcha.), junto a Melchor Ramiro, interpretando a Don Hilarión en el estreno de 1894

Don Hilarión es un personaje de ficción creado por el dramaturgo Ricardo de la Vega para la zarzuela de Tomás Bretón La verbena de la Paloma, un sainete lírico. Como obra musical tuvo un enorme éxito que no ha disminuido con el tiempo, pero no menos éxito tuvo el libreto y los personajes, en especial Don Hilarión cuyos monólogos y diálogos llegaron a formar parte del habla común del Madrid de finales del siglo XIX; todavía en el siglo XXI se siguen utilizando algunas de las frases como muletilla o frase hecha, como «Hoy las ciencias adelantan que es una barbaridad».

## Actores que representaron al personaje
El primer Don Hilarión y que estrenó la obra con gran éxito en el Teatro Apolo de Madrid fue Manolo Rodríguez, un actor que consiguió gran fama a partir de ese estreno y que continuó una carrera relativa de éxito una década más. Rogelio Juárez estrenó en 1894 La verbena de la Paloma en el teatro Rivadavia de Buenos Aires y la obra se empezó a representar en dos teatros a la vez.
Miguel Ligero Rodríguez lo interpretó para el cine en 1934 y 1964, después de que José Moncayo, artífice en los años posteriores del estreno, en el siglo XIX, fuera mítico con el personaje en el teatro Apolo. También con éxito había sido anteriormente encarnado en teatro con fama por Salvador Videgain García entre 1912 y hasta los años 1950.
Finalmente, para televisión, lo interpretaron Antonio Garisa en el programa Antología de la Zarzuela (1979) y Enrique del Portal en el programa La Zarzuela (1996), ambos de TVE.